# Комагена
Комагена (на старогръцки: Kομμαγηνή; на арменски: Կոմմագենէ) е историко-географска област в древна Сирия, традиционно населена с етнически арменци. Главен град е Самосата на река Ефрат, известен като родно място на писателя Лукиан от Самосата (II век).

## История
Районът се развива политически като персийско сатрапство, приблизително разположено на мястото на по-ранна държава, наречена Кумахи (Куммаха), свързана с хетите и арамейците, контролът над която е оспорван между Асирия и царството Урарту. Впоследствие той е превзет от войските на Александър Македонски и след смъртта му влиза в територията на една от държавите на диадохите му - тази на Селевкидите. Отделя се, като Комагенско царство, през 163 пр.н.е.
Комагенските царе от управляващата династия са с ирански произход и се смятат за наследници на Дарий I, имайки тесни роднински връзки и с династията на Селевкидите. Съхранен исторически паметник е гробницата на цар Антиох в Немрут. Историята на Комагенското царство е бедна на събития, но царете на Комагена успяват да опазят в продължение на 2 века независимостта му.
След смъртта на Антиох III Комагенски, Комагена е присъединена към римската провинция Сирия. През 38 г. римския император Калигула обявява приятеля си Антиох IV Комагенски за цар на страната, но скоро го сваля и заменя с друг владетел. През 46 г. император Клавдий отново поставя Антиох IV Комагенски на престола, но при управлението на император Веспасиан царят е обвинен в заговор срещу Римската империя и Комагена пак е присъединена към провинция Сирия (72 г.) и след това остава под римската власт. Нейната бивша столица Самосата е преименувана от римляните и започва да се нарича Флавия (по името на династията на Флавиите).
Комагена е земеделска провинция, произвеждаща плодове и растително масло, но постепенно е разорена от честите набези на партите, римската колонизация и изсичането на горите, довело до ерозия на почвите. По-късно тя е гранична територия на Византийската империя, но постепенно е завзета от арабите и ислямизирана.
Впоследствие страната остава трайно под мюсюлманско управление (с изключение на периода, в който е под управлението на кръстоносното графство Едеса), владяна най-вече от селджуци и мамелюци, а после - и от Османската империя. Понастоящем (20.-21. век) е част от Република Турция.
- Каменен орел в Немрут от времето на Комагенското царство
- Древноарменски божества, Немрут
- Антиох I и Херкулес, Британски музей